# Opération Reservist
Campagne d'Afrique du Nord de la Seconde Guerre mondiale
Batailles
Guerre du Désert
- Invasion de l'Égypte
- Compass (Fort Capuzzo
- Nibeiwa
- Sidi Barrani
- Bardia
- Tobrouk (1941)
- Mechili
- Beda Fomm)
- Koufra
- Siège de Giarabub
- Sonnenblume
- El Agheila (1941)
- Siège de Tobrouk (Raid sur Bardia
- Raid Twin Pimples)
- Skorpion
- Brevity
- Battleaxe
- Crusader (Flipper
- Bir el Gubi (novembre 1941)
- Point 175
- Bir el Gubi (décembre 1941))
- Fort Lamy
- Gazala (Bir Hakeim
- Tobrouk (1942))
- Mersa Matruh
- El Alamein (juillet 1942) (Raid sur l'aérodrome de Sidi Haneish)
- Alam el Halfa
- Agreement (Caravan)
- Bertram
- Braganza
- El Alamein (octobre 1942) (Avant-poste Snipe)
- El Agheila (1942)

Débarquement allié en Afrique du Nord
- Blackstone
- Casablanca
- Reservist
- Terminal
- Port Lyautey
- Brushwood

Campagne de Tunisie
- Course pour Tunis
- Ligne Mareth
- Sidi Bouzid
- Kasserine
- Sejnane
- Ochsenkopf
- Capri
- Ksar Ghilane
- Pugilist
- El Guettar
- Wadi Akarit
- Longstop Hill
- Hill 609
- Vulcan
- Flax
- Retribution
- Strike

L'opération Reservist est une mission faisant partie de l'opération Torch, le débarquement allié en Afrique du Nord pendant la Seconde Guerre mondiale. Le 8 novembre 1942, l'opération fut menée par les forces américaines et britanniques en Algérie avec pour mission de débarquer directement dans le port d'Oran, mais ceux-ci ne parviendront pas à atteindre l'objectif face à de solides positions défensives françaises.

## Contexte
Le but de l'opération Reservist était de capturer les précieuses installations et navires du port français vichyste d'Oran avant qu'ils ne puissent être détruits. Le débarquement de troupes directement depuis les navires était extrêmement risqué ; cependant les forces alliées espéraient prendre les défenseurs français par surprise, ou espéraient une coopération de leur part en laissant débarquer les forces de débarquement. Deux sloops de la classe Banff, les HMS Walney et HMS Hartland, furent déployés pour cette opération.

## L'opération
Les navires de débarquement ont été la cible de tirs soutenus des défenseurs une fois à l'intérieur du barrage portuaire, y compris quatre batteries côtières (d'est en ouest — Mole Ravin Blanc, Mole Miller et Mole J. Giraud et Mole Centre). 31 navires français ancrés dans le port ont causé des dommages considérables aux navires alliés. Les pertes au cours de l'opération ont dépassé 90 % de la force alliée. Sur les 393 fantassins américains du 3e bataillon, 6e régiment d'infanterie blindée 189 furent tués et 157 blessés. La Royal Navy subit 113 morts et 86 blessés et une petite équipe de l'US Navy affectée à la lutte contre le sabotage compta cinq tués et sept blessés. Le Walney longeant le long de la jetée réussit à débarquer un petit nombre d'hommes mais les survivants furent capturés.
Les défenseurs se rendirent deux jours après l'invasion, mais les installations portuaires avaient été détruites.
Des débarquements ont été effectués dans un même temps pour investir Oran sur trois plages différentes. Une opération similaire eut lieu à Alger, sous le nom de code d'opération Terminal et comprenait un autre coup de main dans le port et une opération aéroportée pour s'emparer des aérodromes voisins.